# Chaetopteryx clara
Chaetopteryx clara là một loài Trichoptera trong họ Limnephilidae. Chúng phân bố ở miền Cổ bắc.